# Paula Moltzan
Paula Moltzan, ameriška alpska smučarka, * 7. april 1994
Leta 2015 je nastopila na svetovnem prvenstvu v alpskem smučanju v  Beaver Creeku, v slalom je osvojila dvajseto mesto. Mesec dni pozneje je na mladinskem svetovnem prvenstvu v norveškem Hafjellu osvojila zlato v slalomu.

## Kariera

### Rezultati svetovenga pokala
| Sezona | Starost | Skupni seštevek             | Slalom                      | Veleslalom                  | Superveleslalom             | Smuk                        | Alpska kombinacija          |
| 2015   | 20      | brez točk svetovnega pokala | brez točk svetovnega pokala | brez točk svetovnega pokala | brez točk svetovnega pokala | brez točk svetovnega pokala | brez točk svetovnega pokala |
| 2016   | 21      | 118                         | 54                          | —                           | —                           | —                           | —                           |
| 2017   | 22      | ni tekmovala                | ni tekmovala                | ni tekmovala                | ni tekmovala                | ni tekmovala                | ni tekmovala                |
| 2018   | 23      | ni tekmovala                | ni tekmovala                | ni tekmovala                | ni tekmovala                | ni tekmovala                | ni tekmovala                |
| 2019   | 24      | 70                          | 27                          | —                           | —                           | —                           | —                           |
| 2020   | 25      | 102                         | 37                          | —                           | —                           | —                           | —                           |
| 2021   | 26      | 21                          | 11                          | 27                          | —                           | —                           | —                           |

### Stopničke
| Sezona | Datum             | Kraj               | Disciplina      | Mesto |
| 2021   | 26. november 2020 | Lech/Zürs Avstrija | Paralelna tekma | 2.    |

### Rezultati svetovnega prvenstva
| Leto | Starost | Slalom  | Velelalom | Superveleslalom | Smuk | Alpska kombinacija |
| 2015 | 20      | 20.     | —         | —               | —    | —                  |
| 2019 | 24      | 18.     | ODSTOP2   | —               | —    | —                  |
| 2021 | 26      | ODSTOP1 | ODSTOP1   | —               | —    | —                  |